# Hosshalli (K), Sindhnur
Hosshalli (K) là một làng thuộc tehsil Sindhnur, huyện Raichur, bang Karnataka, Ấn Độ.